# Acraea littoralis
Acraea littoralis är en fjärilsart som beskrevs av Eltringham 1912. Acraea littoralis ingår i släktet Acraea och familjen praktfjärilar. Inga underarter finns listade i Catalogue of Life.